# クールマ

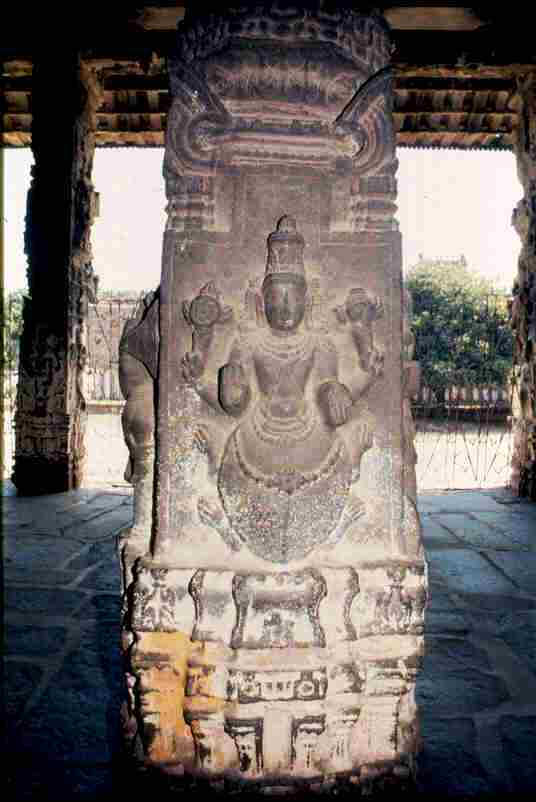
クールマ。

クールマ（梵: कुर्म; Kūrma）は、インド神話に登場する亀で、ヒンドゥー教の主神ヴィシュヌの第2の化身（アヴァターラ）とされる。

## 神話
乳海攪拌の際、攪拌棒に用いられたマンダラ山を海底で支えた。
もともと『マハーバーラタ』ではマンダラ山を支えたのは長寿で知られる亀王アクーパーラで、ヴィシュヌ信仰とは関係がなかったが、『ラーマーヤナ』以降、ヴィシュヌ神の化身である亀とされるようになった。